# Отдалённое
Отдалённое (до начала 1960-х годов Чуча́к; укр. Віддаленне, крымскотат. Çuçaq, Чучакъ) — исчезнувшее село в Джанкойском районе Республики Крым, располагавшееся на северо-западе района — было одним из самых северных и отдалённых сёл района, примерно в 13 км к северо-западу от современного села Рюмшино.

### Динамика численности населения
| - 1805 год — 119 чел. - 1864 год — 32 чел. - 1886 год — 88 чел. - 1889 год — 124 чел. | - 1892 год — 94 чел. - 1900 год — 94 чел. - 1915 год — 86/32 чел. - 1926 год — 43 чел. |

## История
Первое документальное упоминание села встречается в Камеральном Описании Крыма… 1784 года, судя по которому, в последний период Крымского ханства Еничак входил в Сакал кадылык Перекопского каймаканства.
После присоединения Крыма к России (8) 19 апреля 1783 года, (8) 19 февраля 1784 года, именным указом Екатерины II сенату, на территории бывшего Крымского Ханства была образована Таврическая область и деревни были приписаны к Перекопскому уезду. После Павловских реформ, с 1796 по 1802 год, входили в Перекопский уезд Новороссийской губернии. По новому административному делению, после создания 8 (20) октября 1802 года Таврической губернии, Чучак был включён в состав Джанайской волости Перекопского уезда.
По Ведомости о всех селениях в Перекопском уезде состоящих с показанием в которой волости сколько числом дворов и душ… от 21 октября 1805 года в деревне Чучак числилось 15 дворов, 109 крымских татар и 10 ясыров. На военно-топографической карте генерал-майора Мухина 1817 года деревня Сушяк обозначена с 22 дворами. После реформы волостного деления 1829 года деревня, согласно «Ведомости о казённых волостях Таврической губернии 1829 года», осталась в составе Джанайской волости. На карте 1836 года в деревне 10 дворов, а на карте 1842 года Чучак обозначен условным знаком «малая деревня», то есть, менее 5 дворов, видимо, в результате эмиграции крымских татар, деревня заметно опустела.
В 1860-х годах, после земской реформы Александра II, деревню включили в состав Бурлак-Таминской волости. В «Списке населённых мест Таврической губернии по сведениям 1864 года», составленном по результатам VIII ревизии 1864 года, Чучак — казённая татарская деревня, с 5 дворами, 32 жителями и мечетью при колодцахъ. По обследованиям профессора А. Н. Козловского начала 1860-х годов, в селении «… нет колодцев, а только копани с глубиною 7—8 саженей» (14—16 м), вода в которых бывала не постоянно (копань — выкопанная на месте с близким залеганием грунтовых вод яма). На карте Шуберта 1865—1876 года в деревне Чучак обозначен 1 двор. Видимо, вследствие эмиграции крымских татар, особенно массовой после Крымской войны 1853—1856 годов, в Турцию, деревня опустела и началось заселение выходцами из России. На 1886 год в деревне, согласно справочнику «Волости и важнѣйшія селенія Европейской Россіи», проживало 88 человек в 17 домохозяйствах, действовала мечеть. Уже по «Памятной книге Таврической губернии 1889 года», по результатам Х ревизии 1887 года, в деревне Чучак Ишуньской волости числилось 28 дворов и 124 жителя.
После земской реформы 1890 года Чучак отнесли к Богемской волости.
Согласно «…Памятной книжке Таврической губернии на 1892 год», в деревне, составлявшей Чучакское сельское общество, было 94 жителя в 15 домохозяйствах. По «…Памятной книжке Таврической губернии на 1900 год» в Чучаке числилось 94 жителя в 22 дворах. По Статистическому справочнику Таврической губернии. Ч.II-я. Статистический очерк, выпуск пятый Перекопский уезд, 1915 год, в деревне Чучак Богемской волости Перекопского уезда числилось 18 дворов (13 дворов с землёй, 5 — безземельные) с населением в количестве 82 человек приписных жителей и 32 «посторонних», без указания национальностей, из которых 68 мужчин и 46 женщин. Жители владели 1326 десятинами удобной земли. В хозяйствах имелось 66 лошадей, 30 волов, 25 коров и 63 головы мелкого скота; на одноимённом хуторе Овсиенко — 1 двор с 4 приписными русскими.
После установления в Крыму Советской власти, по постановлению Крымревкома от 8 января 1921 года № 206 «Об изменении административных границ» была упразднена волостная система и в составе Джанкойского уезда был создан Джанкойский район. В 1922 году уезды преобразовали в округа. 11 октября 1923 года, согласно постановлению ВЦИК, в административное деление Крымской АССР были внесены изменения, в результате которых округа были ликвидированы, основной административной единицей стал Джанкойский район и село включили в его состав. Согласно Списку населённых пунктов Крымской АССР по Всесоюзной переписи 17 декабря 1926 года, в селе Чучак, в составе упразднённого к 1940 году Тереклынского сельсовета Джанкойского района, числилось 11 дворов, все крестьянские, население составляло 43 человека, из них 25 татар и 13 русских. На подробной карте РККА северного Крыма 1941 года Чучак обозначен без указания жилых дворов дворов.
В 1944 году, после освобождения Крыма от фашистов, 12 августа 1944 года было принято постановление № ГОКО-6372с «О переселении колхозников в районы Крыма» и в сентябре 1944 года в район приехали первые новоселы (27 семей) из Каменец-Подольской и Киевской областей, а в начале 1950-х годов последовала вторая волна переселенцев из различных областей Украины. С 25 июня 1946 года Чучак в составе Крымской области РСФСР. 26 апреля 1954 года Крымская область была передана из состава РСФСР в состав УССР. К 1960 году Чучак был переименован в Отдалённое, поскольку в «Справочнике административно-территориального деления Крымской области на 15 июня 1960 года» посёлок Отдалённое уже числился в составе Целинного сельсовета. Ликвидировано Отдалённое к 1968 году (согласно справочнику «Крымская область. Административно-территориальное деление на 1 января 1968 года» — в период с 1954 по 1968 год).